# اینگو پرمینجر
اینگو پرمینجر (انگلیسی: Ingo Preminger؛ ۲۵ فوریهٔ ۱۹۱۱ – ۶ ژوئن ۲۰۰۶) یک تهیه‌کننده اهل ایالات متحده آمریکا بود.